# Roberto Giovannini
Roberto Giovannini (Prato, 8 luglio 1918 – 14 novembre 1995) è stato un politico italiano.
Esponente del Partito Comunista Italiano, fu sindaco di Prato per quattro mandati, dal 1948 al 1965.
Fu eletto alla Camera nel 1968 e nel 1972.